# 미나토정 (아오모리현)
미나토정(湊町)은 아오모리현 산노헤군에 존재했던 정이다. 현재의 하치노헤시에 해당한다.

## 연혁
- 1889년 4월 1일 - 정촌제 시행에 의해 산노헤군 하마도리촌의 일부, 오쿠보촌과 합병해, 미나토촌이 발족하였다.
- 1924년 11월 10일 - 정제를 시행해 미나토정이 되었다.
- 1929년 5월 1일 - 미노헤군 하치노헤정, 고나카노정, 사메촌과 합병해 하치노헤시를 신설해 소멸하였다.

## 참고문헌
- 『市町村名変遷辞典』東京堂出版、1990年。